# William Lyon Mackenzie
William Lyon Mackenzie (Dundee, 12 marzo 1795 – Toronto, 28 agosto 1861) è stato un politico e giornalista canadese.
È noto soprattutto per il suo tentativo fallito di ribellione nell'Alto Canada nel 1837. 

## Biografia
Mackenzie nacque in Scozia ed immigrò nell'Alto Canada nel 1820. Nel 1834 fu il primo sindaco della città di Toronto.
Nel 1874 dalla figlia Isabel nacque William Lyon Mackenzie King, Primo ministro del Canada per 21 anni.